# Kohlhaas-szindróma
A Kohlhaas-szindróma egy olyan pszichiátriai tünetegyüttes, mely kóros viselkedésformákban nyilvánul meg. Nevét Kohlhaas Mihály (eredeti címén Michael Kohlhaas) Heinrich von Kleist történelmi tárgyú kisregény főhőséről kapta.

## Patofiziológia
A kórkép az úgynevezett pszichogén és szituagén pszichózisok egy fajtája, a realitás-kontroll sajátos zavara (pszichózis), mely során megjelenhetnek pszichotikus jellegű kognitív, élmény, hangulat és magatartászavarok. Az egyén szintjén stuporózus és explozív reakciókban nyilvánulhat meg. A kóros viselkedészavar társadalmilag megindokolhatatlan.
A Kohlhaas-szindróma (más néven kóros érvényszerzésbe tébolyulás) sajátosságai közé tartozik a kitaszítottságélmény és a bosszúvágy. Az egyén megszállottan ragaszkodik saját igazához, mely vélt vagy valós okok miatt – akár teljesen hétköznapi szituációkban is – alakulhat ki.
Hasonló pszichés sokk-állapot az Othello-szindróma, mely a féltékenységi téboly (paranoia passionata) szintén irodalmi vonatkozású elnevezése.